# Répertoire international des sources musicales
Le Répertoire international des sources musicales (abréviation courante RISM, en anglais : International Inventory of Musical Sources, en allemand : Internationales Quellenlexikon der Musik) est une organisation internationale d’utilité publique, créée à Paris en 1952, qui s’est fixé pour objectif de répertorier de manière exhaustive les sources musicales du monde entier transmises à la postérité. Cette entreprise bibliographique et scientifique de recensement des sources de la musique notée est la plus importante et la seule opérant mondialement. 
Les sources cataloguées sont des œuvres musicales manuscrites ou imprimées, des écrits sur la musique et des livrets. Elles proviennent de bibliothèques, archives, monastères, écoles, et de collections privées. Le RISM rend compte de « ce qui » est disponible et « où » cela est conservé. De par le monde, les professionnels de la musique considèrent le RISM comme l’organisme principal de recensement des sources musicales. 
Grâce à la constitution de ce vaste répertoire, les sources musicales sont non seulement protégées de la disparition, mais aussi rendues accessibles aux musicologues et aux musiciens exécutants. 

## Organisation

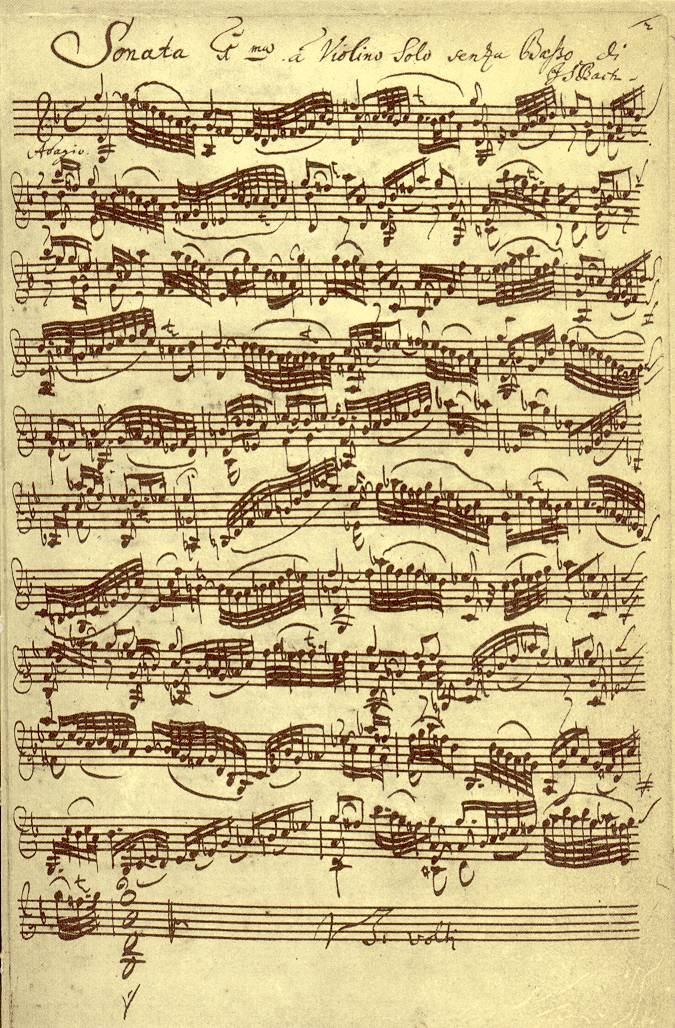
Exemple d’un manuscrit musical : Jean-Sébastien Bach, Sonate pour violon seul, BWV 1001.

36 pays comptent un ou plusieurs groupes de travail nationaux participant au projet RISM. Une centaine de collaboratrices et collaborateurs décrivent les sources musicales conservées dans leur pays. Ils transmettent ensuite le résultat de leurs travaux à la rédaction centrale du RISM à Francfort-sur-le-Main, qui réalise la mise en forme et la publication des notices des sources. La base de données du RISM est maintenue par la rédaction centrale et the RISM Digital Center à Berne. 
Les équipes nationales du RISM sont à l’heure actuelle établies dans les pays et les villes suivantes : 
- Allemagne: Dresde, Munich
- Australie: Adelaïde
- Autriche: Innsbruck, Salzbourg, Vienne
- Belgique: Bruxelles, Louvain
- Biélorussie: Minsk
- Brésil: Bahia, Brasília, Campinas, Rio de Janeiro, São Paulo
- Canada: London (Ontario)
- Corée du Sud: Séoul
- Croatie: Zagreb
- Danemark: Copenhague
- Estonie: Tallinn
- Espagne: Barcelone
- Finlande: Åbo / Turku
- France: Paris
- Grande-Bretagne: Londres
- Grèce: Thessalonique
- Hongrie: Budapest
- Irlande: Waterford
- Italie: Milan, Rome
- Japon: Tokyo
- Lettonie: Riga
- Lituanie: Vilnius
- Norvège: Trondheim
- Pays-Bas: La Haye
- Pologne: Gdansk, Varsovie, Wroclaw
- Portugal: Lisbonne
- République tchèque: Prague
- Roumanie: Bucarest
- Russie: Moscou, Saint-Pétersbourg
- Slovaquie: Bratislava
- Slovénie: Ljubljana
- Suède: Stockholm
- Suisse: Berne
- Turquie: Istanbul
- Ukraine: Kiev, Lviv
- États-Unis: Cambridge (Massachusetts)

La rédaction centrale du RISM et les groupes de travail allemands sont des projets de l’Académie des sciences et des lettres de Mayence. Le RISM Digital Center à Berne est soutenu par le Fonds national suisse de la recherche scientifique. Les autres groupes de travail sont soutenus financièrement dans leurs pays.

## Publications
Les publications du RISM se divisent en trois groupes : 
- la série alphabétique A ;
- la série systématique B ;
- la série C : répertoire des bibliothèques musicales.

De plus, chaque équipe nationale établit indépendamment le catalogue des livrets conservés dans son pays.

## RISM série A/I – Musique imprimée
La série A/I du RISM Imprimés antérieurs à 1800 rassemble les œuvres musicales imprimées de 1500 environ à 1800. Les neuf volumes de cette série (publiés entre 1971 et 1981) recensent plus de 78000 imprimés musicaux de 7616 compositeurs provenant de 2178 bibliothèques. Quatre volumes supplémentaires sont parus entre 1986 et 1999, suivis du répertoire des éditeurs, imprimeurs, graveurs, lieux d’édition, en 2003. L’ensemble des volumes du RISM de la série A/I a été publié aux éditions Bärenreiter, à Cassel. Le catalogue par ordre alphabétique des noms de compositeurs contient exclusivement des imprimés individuels, c’est-à-dire des œuvres musicales imprimées sous un seul nom d’auteur. Les recueils (musique imprimée contenant des œuvres de plusieurs compositeurs) sont publiés dans la série B du RISM. 
Chaque notice indique respectivement:
- le nom du compositeur ;
- le cas échéant, le numéro d’opus ou du catalogue thématique ;
- le titre de l’imprimé ;
- la présentation, c’est-à-dire partition, parties, réduction pour piano ;
- le lieu d’édition ;
- l’éditeur ;
- éventuellement l’année de publication.

Un CD-ROM de la série A/I est sorti en 2012.
Outre l’intention manifeste de faciliter l’accès aux sources primaires pour les musicologues et les musiciens, ce catalogue offre également des possibilités nombreuses et séduisantes pour d’autres domaines d’investigation. On trouvera ainsi d’intéressantes pistes pour des recherches sur la réception des œuvres musicales. Par exemple, pour répondre à la question de la réception des œuvres d’un compositeur après son décès, il est important de savoir combien d’œuvres ont été rééditées et lesquelles.

## RISM série A/II – Musique manuscrite
La série A/II du RISM Manuscrits musicaux après 1600 recense exclusivement de la musique manuscrite. Les documents sont décrits uniformément suivant un schéma fixe détaillant plus de 100 critères, et enregistrés dans une base de données à la rédaction centrale à Francfort-sur-le-Main. 
À ce jour (juin 2014), plus de 870 000 notices d’environ 27 000 compositeurs sont disponibles (chiffre en constante augmentation). Le nombre total des manuscrits musicaux conservés dans le monde est largement supérieur. 
Les notices proviennent actuellement vers 900 bibliothèques situées dans 37 pays : Allemagne, Australie, Autriche, Belgique, Biélorussie, Brésil, Canada, Chine, Corée du Sud, Croatie, Danemark, Espagne, Finlande, France, Grande-Bretagne, Hongrie, Italie, Japon, Lettonie, Lituanie, Mexique, Norvège, Nouvelle-Zélande, Pays-Bas, Pologne, Portugal, Uruguay, République tchèque, Roumanie, Russie, Slovaquie, Slovénie, Suède, Suisse, Ukraine, Venezuela et États-Unis. La base de données du RISM est donc de loin le répertoire le plus volumineux disponible dans ce domaine. 
La base de données du RISM est disponible gratuitement sur internet depuis juin 2010, via le catalogue en ligne du RISM (RISM-OPAC) ou directement par le site internet du RISM. La mise en ligne de ce catalogue a été rendue possible grâce à la coopération entre le RISM, la Bayerische Staatsbibliothek et la Staatsbibliothek de Berlin. L’ancienne édition cumulative de la base de données sur CD-ROM, réalisée et publiée par K. G. Saur-Verlag à Munich, a été arrêtée en 2008. L’accès par abonnement à la base de données hébergée par EBSCO (précédemment NISC) est encore disponible.
Les notices du catalogue contiennent des informations sur les compositeurs (incluant les dates de naissance et de mort), le titre, la distribution d’exécution, ainsi que des références bibliographiques. Les manuscrits eux-mêmes sont décrits en détail, avec notamment des informations concernant le copiste, la provenance, la datation, le librettiste, les dédicaces. De plus, presque toutes les œuvres peuvent aussi être identifiées grâce à leur incipit musical, c’est-à-dire par les premières notes de musique.
Une multitude de critères de recherche sont disponibles. Pour des interrogations spécifiques, il est possible de combiner entre eux différents critères. Par exemple, la liste complète des sources des messes de Joseph Haydn conservées et cataloguées par le RISM est immédiatement accessible. 
Pour identifier un manuscrit de musique anonyme, l’incipit musical constitue un outil de recherche particulièrement efficace. Pour cela, l’utilisateur saisit les premières notes de la composition en question sur son clavier d’ordinateur à l’aide d’un code alphanumérique. Le catalogue fournit des informations non seulement sur les œuvres de compositeurs bien connus aujourd’hui, mais aussi sur d’autres peu connus ou même totalement oubliés. Ces fonctionnalités rendent ce catalogue particulièrement précieux pour les historiens de la musique et permettent également aux musiciens et interprètes d’« exhumer » et de redécouvrir de nombreuses œuvres.

## RISM série B
La série B du RISM est systématique et présente des ensembles délimités de sources musicales. À ce jour, les volumes suivants ont été publiés aux éditions G. Henle, à Munich (la traduction du titre étranger est donnée entre parenthèses) :
- B/I : Recueils imprimés XVIe – XVIIe siècles (1960).
- B/II : Recueils imprimés XVIIIe siècle (1964), avec un supplément par François Lesure dans Notes, Second Series, 28/3 (1972), p. 397-418.
- B/III : The Theory of Music from the Carolingian Era up to c. 1500. Descriptive Catalogue of Manuscripts (6 volumes). (Les manuscrits des théoriciens de la musique de l’époque carolingienne à environ 1500. Catalogue descriptif)
- B/IV : Handschriften mit mehrstimmiger Musik des 11. bis 16. Jahrhunderts (5 volumes, 1 supplément). (Manuscrits de musique polyphonique du XIe au XVIe siècle)
- B/V : Tropen- und Sequenzenhandschriften. (Tropes et séquences du Moyen Âge)
- B/VI : Écrits imprimés concernant la musique (2 volumes).
- B/VII : Handschriftlich überlieferte Lauten- und Gitarrentabulaturen des 15. bis 18. Jahrhunderts. (Sources de la musique de luth et de guitare du XVe au XVIIIe siècle)
- B/VIII : Das Deutsche Kirchenlied (2 volumes, Kassel: Bärenreiter-Verlag). (Le cantique allemand)
- B/IX : Hebrew Sources (2 volumes). (Sources de musique hébraïque)
- B/X : The Theory of Music in Arabic Writings c. 900–1900 (2 volumes). (Les manuscrits des théoriciens de la musique arabe de ca 900 à 1900)
- B/XI : Ancient Greek Music Theory. A Catalogue Raisonné of Manuscripts. (Les manuscrits des théoriciens de la musique de la Grèce antique. Catalogue raisonné)
- B/XII : Manuscrits persans concernant la musique.
- B/XIII: Hymnologica Slavica. Hymnologica Bohemica, Slavica (HBS), Polonica (HP), Sorabica (HS). Notendrucke des 16. bis 18. Jahrhunderts.
- B/XIV : Les Manuscrits du processionnal (2 volumes).
- B/XV : Mehrstimmige Messen in Quellen aus Spanien, Portugal und Lateinamerika, ca. 1490–1630. (Manuscrits de messes polyphoniques d’Espagne, du Portugal et d’Amérique latine, ca 1490-1630)
- B/XVI: Catalogue raisonné of the Balinese palm-leaf manuscripts with music notation
- B/XVII: Die Triosonate : catalogue raisonné der gedruckten Quellen

## RISM série C
La série C du RISM intitulée Directory of music research libraries (Répertoire des bibliothèques musicales de recherche), en 5 volumes, recense toutes les bibliothèques musicales – y compris archives et collections privées - conservant des sources musicales historiques. Ce répertoire est constitué en étroite collaboration avec le Comité de Publication de l’Association internationale des bibliothèques, archives et centres de documentation musicaux (abréviation courante : AIBM).
Le supplément publié en 1999, intitulé RISM-Bibliothekssigel. Gesamtverzeichnis (Sigles des bibliothèques du RISM. Répertoire général) est consultable en ligne depuis 2006 sur le site web du RISM, dans une version régulièrement réactualisée.

## Utilisateurs des publications du RISM
- Musicologues recherchant des sources pour leurs travaux scientifiques, par exemple pour établir les bases d’un catalogue d’œuvres ou d’une édition musicale ;
- Musiciens qui trouveront un nombre incalculable d’œuvres méconnues, pour un programme de concert à contre-courant du répertoire traditionnel ;
- Bibliothécaires désireux de rechercher des sources parallèles aux fonds de leur propre bibliothèque ;
- Libraires d’antiquariat cherchant à évaluer, grâce au RISM, le nombre de sources correspondant aux imprimés musicaux qu’ils proposent à la vente.